# Schedorhinotermes bidentatus
Schedorhinotermes bidentatus es una especie de termita subterránea del género Schedorhinotermes, de la familia Rhinotermitidae, orden Blattodea. Fue descrita por Oshima en 1920.

## Distribución
Se distribuye por Asia: Filipinas.

## Tratamiento taxonómico
Fue publicada en Oshima, M. (1920b) Philippine termites collected by R.C. McGregor, with descriptions of one new genus and nine new species. Philippine Journal of Science, Section D, General Biology, Ethnology and Anthropology, 17(5), 489–512 4 pls.